# Alfred Schwarz
Alfred Schwarz (Berlijn, 27 mei 1867 – Bad Saulgau, 17 november 1951) is een Duits kunstschilder die vooral bekend was voor zijn genrestukken en portretten van de Wilhelminische samenleving.

## Biografie
Alfred Schwarz was van geboorte een Berlijner en volgde aan de Berlijnse Academie de gebruikelijke opleiding, maar die duurde slechts kort. Hij vond door eigen inspanning zijn eigen weg als kunstschilder. Aan het einde van de 19e eeuw, na zijn opleiding en verdere scholing, begon Schwarz zijn eigen carrière in de kunst. 
Schwarz had al van jongs af aan een voorkeur voor portretten, maar in zijn beginjaren overheersten decoratieve schilderijen in Berlijnse monumentale gebouwen, genrestukken, kindertekeningen en landschappen. Zo werkte hij meerdere malen samen met de landschapsschilder Paul Flickel (1852-1903). Zijn schilderijen van herders en kinderen zijn vele malen gereproduceerd en gekopieerd. Ook zijn “Herder met lam” werd wijd verspreid en gebruikt als slaapkamerschilderij.

### Post-impressionistische genrestukken
Schwarz schilderde sfeervolle bosstudies (rond 1894) en veel openluchttaferelen met kinderen en genre-achtige stoffering. Over het algemeen speelde het Duitse beukenbos een belangrijke rol in zijn genrestukken. 
Net zo bedachtzaam en tactvol als Schwarz werd in zijn sociale scènes, uitte hij zich met een even impressionistisch temperament in zijn natuurstudies en portretschetsen, die gebaseerd zijn op een puur schilderkunstige harmonie en coloristische trucage. Het postimpressionisme bood kunstenaars diverse mogelijkheden om zich vrij en dynamisch uit te drukken. De kleurrijke kleurenpaletten trokken de aandacht van het publiek door de vloeiende en eenvoud van de penseelvoering.
Enerzijds probeerde Schwarz zijn techniek soepel te houden door de verworvenheden van de moderne kunst, maar anderzijds probeerde hij ook contact te houden met de tradities van de grote kunst. Omdat de scheppende kunstenaar gemakkelijk verdwaalde in de drukte van Berlijn en uiteindelijk afdreef naar de klippen van het maniërisme en de modieuze schilderkunst, ondernam Schwarz jaarlijks een studiereis naar Italië om de oude meesters te bestuderen aan de Gallerie dell'Accademia in Venetië, het Palazzo degli Uffizi in Florence en elders, en om, zogezegd, de standaard te vergaren voor een serieus begrip van kunst.
Na die studiereizen naar Florence en Venetië streefde Schwarz bewust naar de klassieke schilderstijl en het traditionele schoonheidsideaal. Geïnspireerd door een studiereis met Flickel, schilderde Schwarz vanaf 1894 talloze sfeervolle, soms genreachtige bos- en openluchttaferelen, beïnvloed door de Franse impressionisten, waaronder Edouard Manet. Hierdoor raakte hij steeds meer vervreemd van het impressionisme en verwierp hij de ideeën van de schilderschool van München, die hij ervan beschuldigde voornamelijk te streven naar oppervlakkige kleureffecten, schreeuwerige affichekunst en, in portretten, te weinig aandacht te besteden aan het vastleggen van de persoonlijkheid van het model.

### Doorbraak als portretschilder

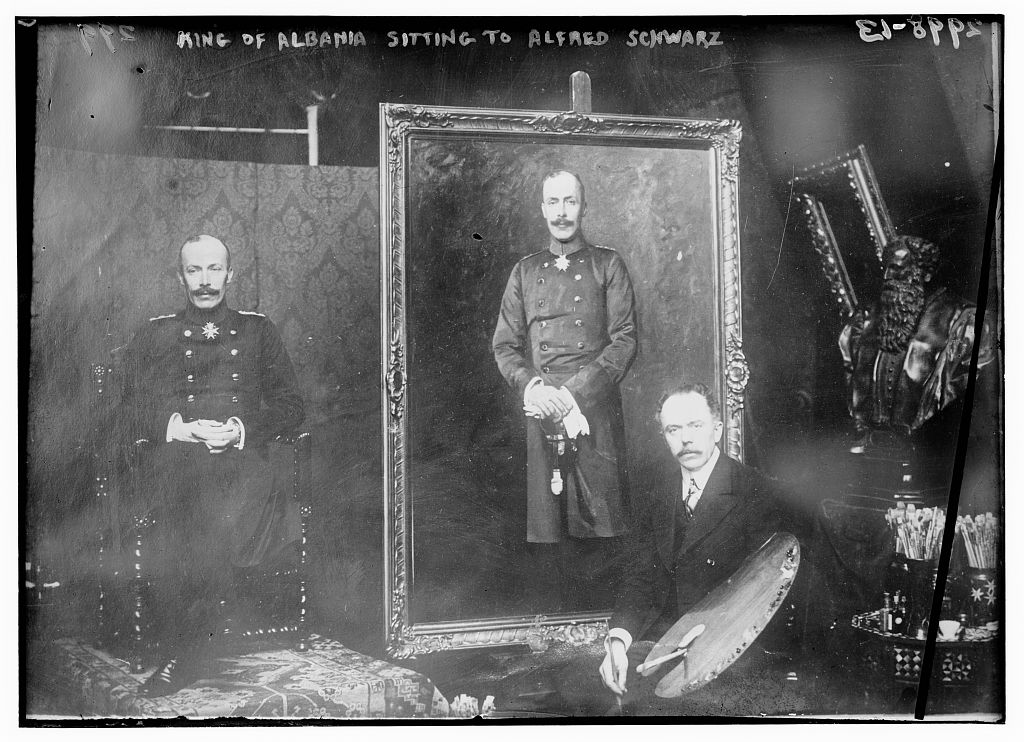
De koning van Albanië die geportretteerd wordt door Schwarz - George Grantham Bain Collection

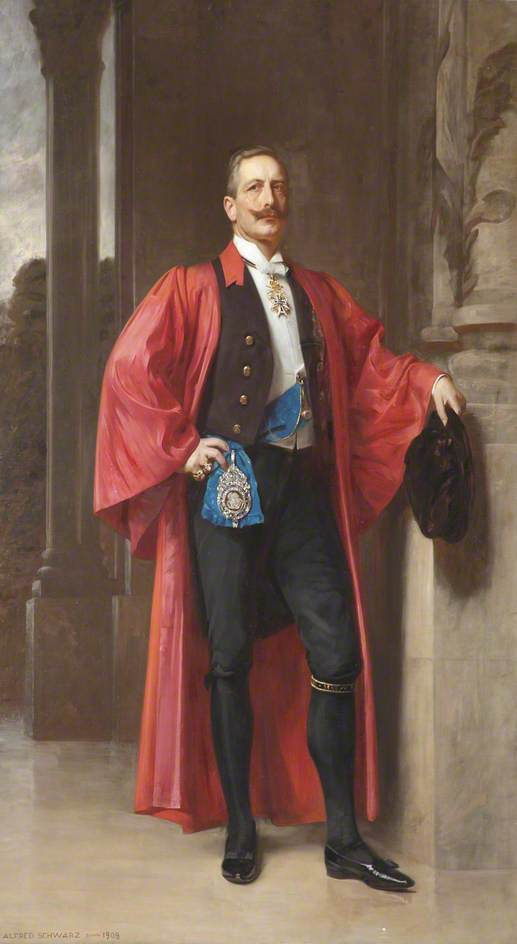
Portret van Wilhelm II, Universiteit van Oxford

Schwarz, tevens kunstprofessor, beleefde zijn doorbraak als portretschilder tijdens een speciale tentoonstelling van zijn werk tijdens de grote Berlijnse kunsttentoonstelling van 1904 (“Große Berliner Kunstausstellung”). Hij portretteerde er de “crème de la crème” van de bovenklasse. 
Op zijn speciale tentoonstelling presenteerde Schwarz, op één uitzondering na, uitsluitend vrouwenportretten, zogenaamde studiekoppen en portretten van de erfelijke en financiële aristocratie. Zijn veelgeprezen portretten van Wilhelm II, gravin Zeppelin, gravinnen Valerie en Ilsa von Wedel, Lady Oppenheimer, Frau Herz-Mills, May Mayer en Agathe Malachow zorgde ervoor dat hij een zeer prominente schilder werd.
Vereerd met de gouden medaille, werd de kunstenaar een van de meest productieve en gewilde portretschilders van zijn tijd. Vooral de dames van de Berlijnse society, die rond de eeuwwisseling hun oude Pruisische eenvoud hadden afgeworpen en steeds meer de verfijnde glamour van het nieuwe tijdperk vertegenwoordigden, vonden in Schwarz een schilder die in staat was de fijnste modulaties van kleur, vorm en het spel van licht en schaduw weer te geven.
Sommige van zijn keizerlijke portretten werden succesvoller dan zijn meest interessante vrouwenportretten, en daarom wordt Schwarz beschouwd als de door de keizer gekozen portretschilder. 
Schwarz was een van de favoriete schilders van Wilhelm II, de laatste Duitse keizer en kleinzoon van Queen Victoria. Zijn portret uit 1906 van Wilhelm II in marine-uniform op de Wilhelmshöhe resulteerde in een hele reeks opdrachten, waaronder portretten van Wilhelm in de uniformen van de kurassiers van de garde, de advocaat Walter von Pannwitz (met een Johannieterkuis), de Spaanse Numancia-dragonders, het uniform van de Garde du Corps, het volledige gala-uniform van een generaal, de regalia van een Oxford-arts en het gala van de Hospitaalridders. 
Zijn portretten werden vooral geprezen om de helderheid van de ogen, de frisheid van de huid en de karakteristieke, levensechte handen en stoffen, evenals zijn vermogen om rekwisieten, draperieën en jurken in al hun pracht weer te geven zonder dat het model naar de achtergrond verdween.
In opdracht van Wilhelm II schilderde hij onder meer de chemicus Paul Mendelssohn-Bartholdy. Schwarz kreeg ook opdrachten uit het buitenland, bijvoorbeeld voor portretten van de koningen van Engeland, Bulgarije, Carol I van Roemenië en Wilhelm zu Wied, soeverein vorst van Albanië. 
In 1906 schilderde Schwarz de keizer voor het eerst in marine-uniform, hetgeen resulteerde tot een lange reeks nieuwe opdrachten. De meest opvallende hiervan zijn de portretten in het uniform van de Gardehuzaren, de Spaanse Numancia Dragoons, het Gardekorps, en de regalia van een Oxfordse arts. Daarnaast is er nog een reeks meesterwerken van portretkunst, met schilderijen van prins Joachim Albert van Pruisen, prins Maximilian Egon II, graaf van Dohna-Schlobitten en de bankier Franz von Mendelssohn Bartholdy en zijn zoon Ernst. Schwarz schilderde de twee Mendelssohns, vader en zoon, in opdracht van de keizer voor de toenmalige nieuwe Koninklijke Bibliotheek, de vader als verzamelaar en de zoon als schenker van een uiterst waardevolle collectie muziekmanuscripten, die nu staatseigendom is geworden. 
Tijdens een tentoonstelling in 1908 trokken de portretten van gravin von Nostitz, gravin von Bylandt, mevrouw von der Goltz, gravin Henckel von Donnersmarck, de Roemeense prinses Nadia Stirbey en het schilderij "Dame in zwart fluweel" aanzienlijke aandacht.
Schwarz bleef na het einde van de Eerste Wereldoorlog talloze portretten schilderen voor de verbannen keizer, die nu in Huis Doorn worden bewaard.

### Portret Wilhelm II van Oxford University
Een van de topstukken van Alfred Schwarz hangt in de grote collegezaal “South Schools” van de Universiteit van Oxford: een groot portret van Wilhelm II dat de keizer schonk aan de Universiteit van Oxford als dank voor de toekenning in 1907 van een eredoctoraat, het doctoraat in burgerlijk recht.
Ten voeten uit, iets naar rechts staand, het gezicht van de toeschouwer; kort donker haar, grijzend bij de slapen; snor; witte kraag en vlinderdas; scharlakenrode mantel met roze mouwen en biezen van Doctor of Civil Law (D.C.L.) over zwarte galajurk met rode kraag; zwarte zijden kousen en lakschoenen met satijnen strikken; Grootkruis van het IJzeren Kruis met extra onderscheidingen, hangend aan een zwart, wit en rood lint om de nek; zijn rechterhand op zijn heup trekt de aandacht met een insigne van de Orde van Sint-Joris, gedragen aan het uiteinde van een blauwe kousenband; vier ringen aan de ringvinger en pink van zijn rechterhand; zijn linkerhand houdt een collegepet met gouden kwastje vast en rust op de uitstekende hoek van een sokkel rechts; architectonische achtergrond, een loggia die uitkijkt op de lucht en het landschap links.
Het portret werd eerst tentoongesteld in de galerijen van het Ashmolean Museum, maar werd in juni 1909 overgebracht naar de examenzaal van de Universiteit van Oxford.
Het verdere lot van het portret van de keizer weerspiegelde nauwkeurig de veranderingen in de Anglo-Duitse betrekkingen in de daaropvolgende vijftig jaar. Na het uitbreken van de Eerste Wereldoorlog werd het schilderij verwijderd toen het gebouw werd omgebouwd tot militair hospitaal. Zo bleef het schilderij behouden en de waardigheid van de gewonde Britse soldaat bewaard.
Wat er met het eredoctoraat van de keizer na 1914 gebeurde, is niet gekend, maar het lot van het portretschilderij van Schwarz kan met enige nauwkeurigheid worden vastgesteld. Het raakte simpelweg in de vergetelheid. In het interbellum herstelden de betrekkingen tussen Groot-Brittannië en Duitsland zich onvoldoende om het portret weer te laten opduiken. Tijdens de Tweede Wereldoorlog bleef het begraven in de kelders van scholen. 
Na 1945 duurde het geruime tijd voordat de banden tussen het Verenigd Koninkrijk en de Bondsrepubliek weer op gang kwamen. Er was dus geen aanleiding om na 1918 of na 1945 een zoektocht naar het portret van de keizer te starten. 
Toen de griffier van de scholen echter een verzoek kreeg om een ander vermist portret te vinden, kon hij in november 1956 aan de curatoren melden dat het schilderij van de keizer in de kelder was ontdekt, opgerold en zonder lijst. De curatoren, doordrongen van een historisch besef dat geen onderscheid maakt tussen vijanden en bondgenoten, schurken en tragische helden, besloten het te laten restaureren.
Een jaar later, op 31 oktober 1957, besloten ze het portret, inmiddels weer in volle glorie en ingelijst, terug op te hangen in de South Schools-zaal van de Universiteit van Oxford.
Het schilderij werd ook tentoongesteld in het Ashmolean Museum in Oxford en in 1997 tijdens de tentoonstelling Victoria & Albert, Vicky and the Kaiser: A Chapter of Anglo-German family relations, in het Deutsches Historisches Museum in Berlijn.

## Tentoonstellingen (selectie)
- 1891: Internationale Kunstausstellung, Berlijn[11]
- 1904: Große Berliner Kunstausstellung, Berlijn;
- 1906: Große Berliner Kunstausstellung, Berlijn;
- 1909: Tentoonstelling in het Ashmolean Museum, Oxford;
- 1908: Berlijnse Tentoonstelling

## Musea en publieke collecties
- Royal Collection Trust, London, United Kingdom;
- South Schools, Examinations Schools, Universiteit van Oxford, United Kingdom;
- National Museum of Art of Romania, Boekarest, Roemenië;[12]
- National Art Gallery, Berlijn, Duitsland;[13]
- Huis Doorn, Doorn, Nederland;
- George Grantham Bain Collection, Library of Congress, Washington, D.C.;
- Schloßbergmuseum, Chemnitz, Duitsland[14]

## Galerij

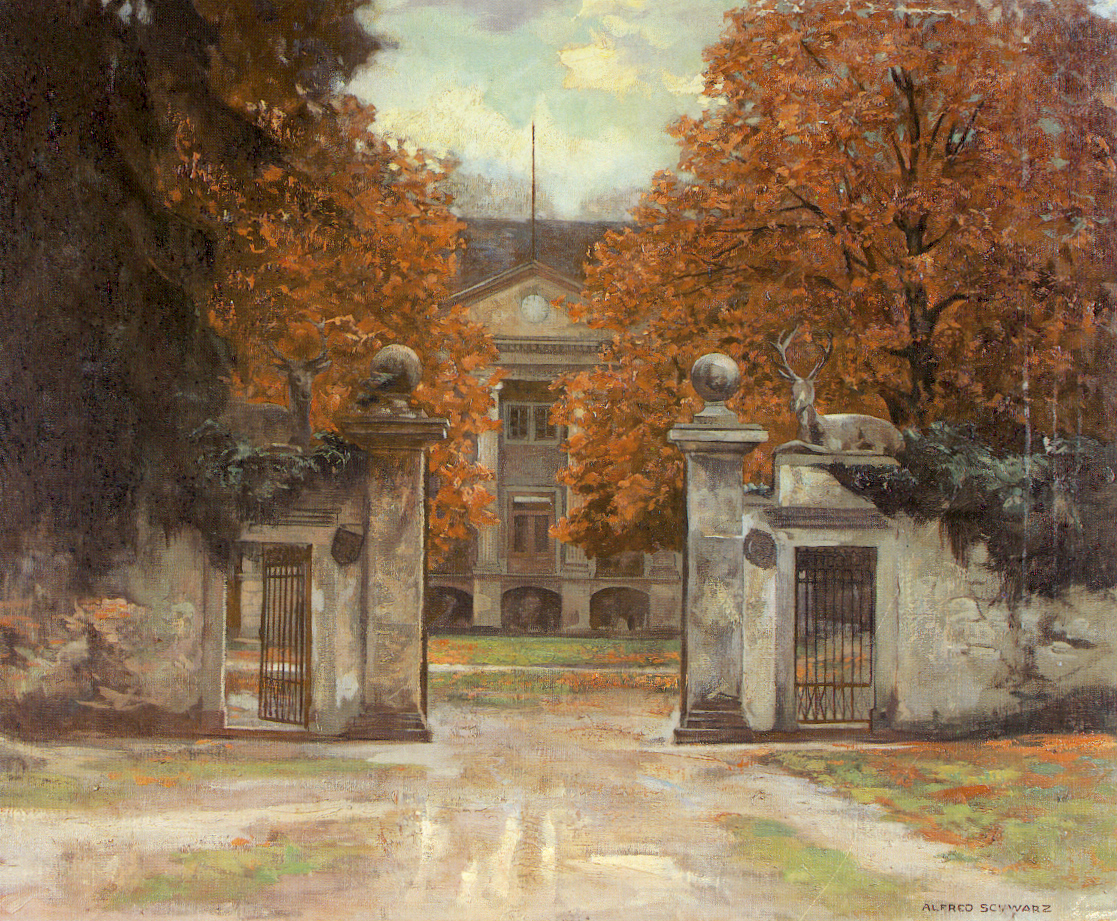
Jachthuis Lopshorn (rond 1880)
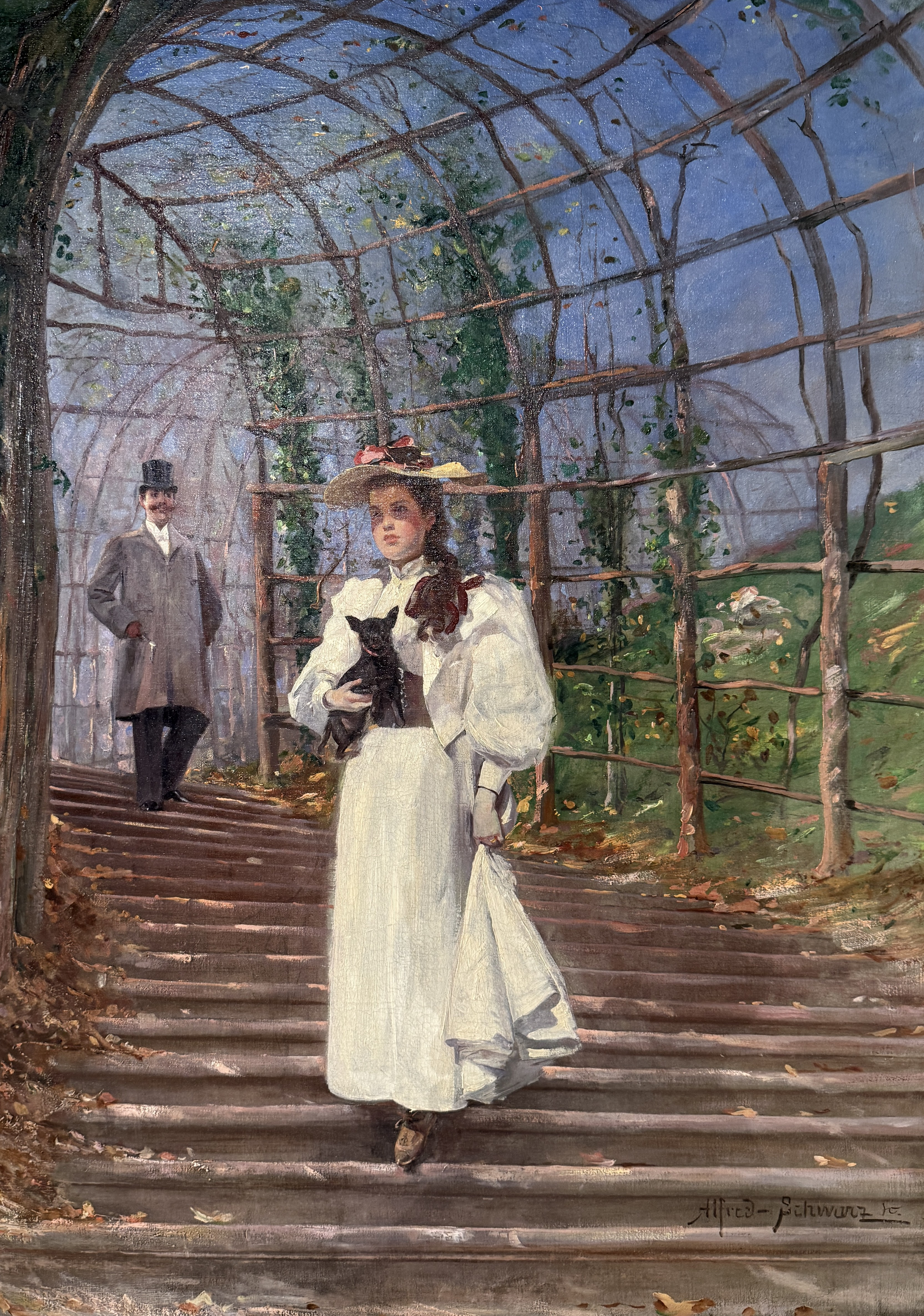
Elegante dame onder pergola
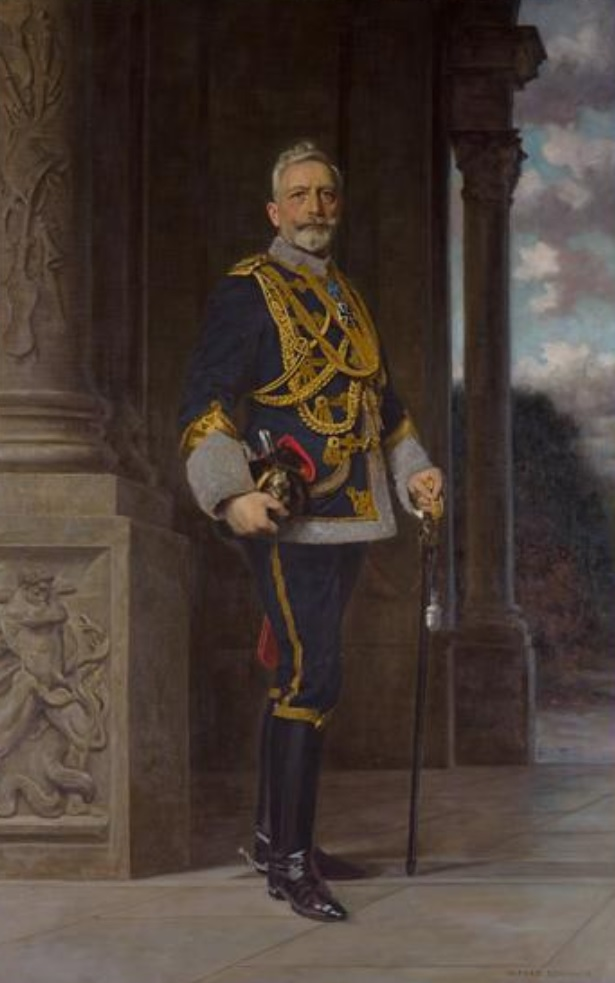
Portret van Wilhelm II van Duitsland in uniform
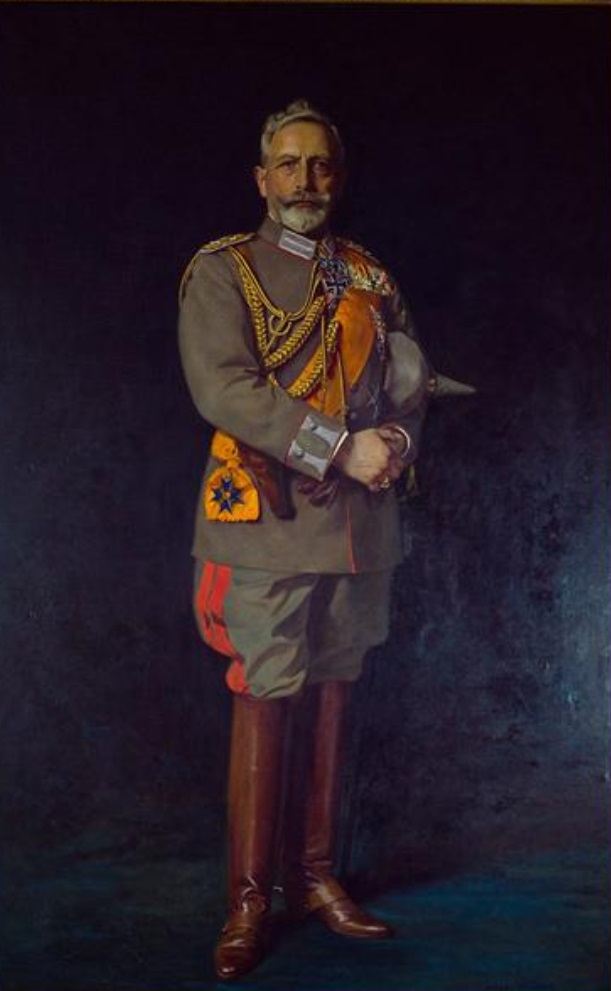
Wilhelm II in generaalsuniform
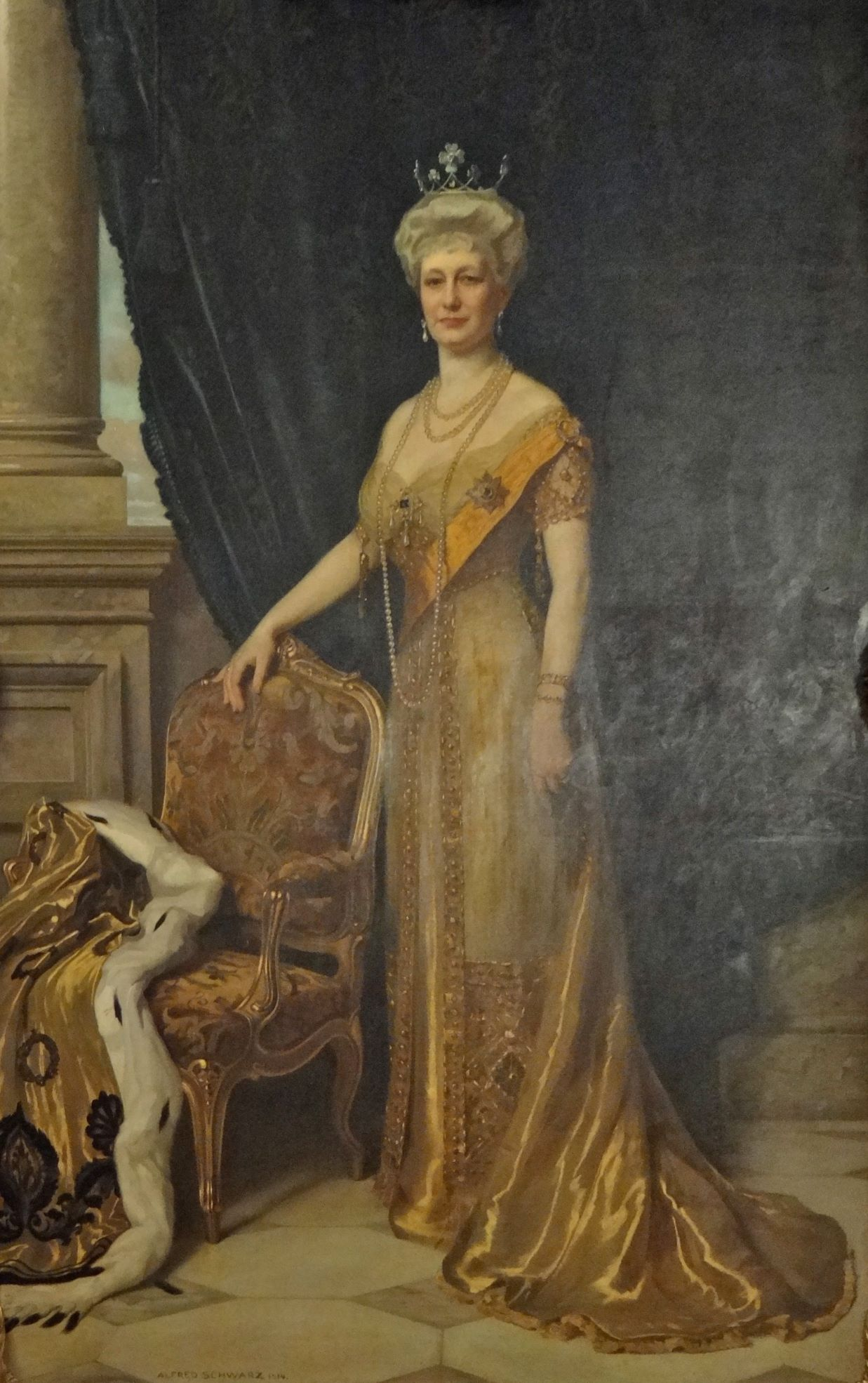
Portret van Augusta Victoria van Sleeswijk-Holstein-Sonderburg-Augustenburg
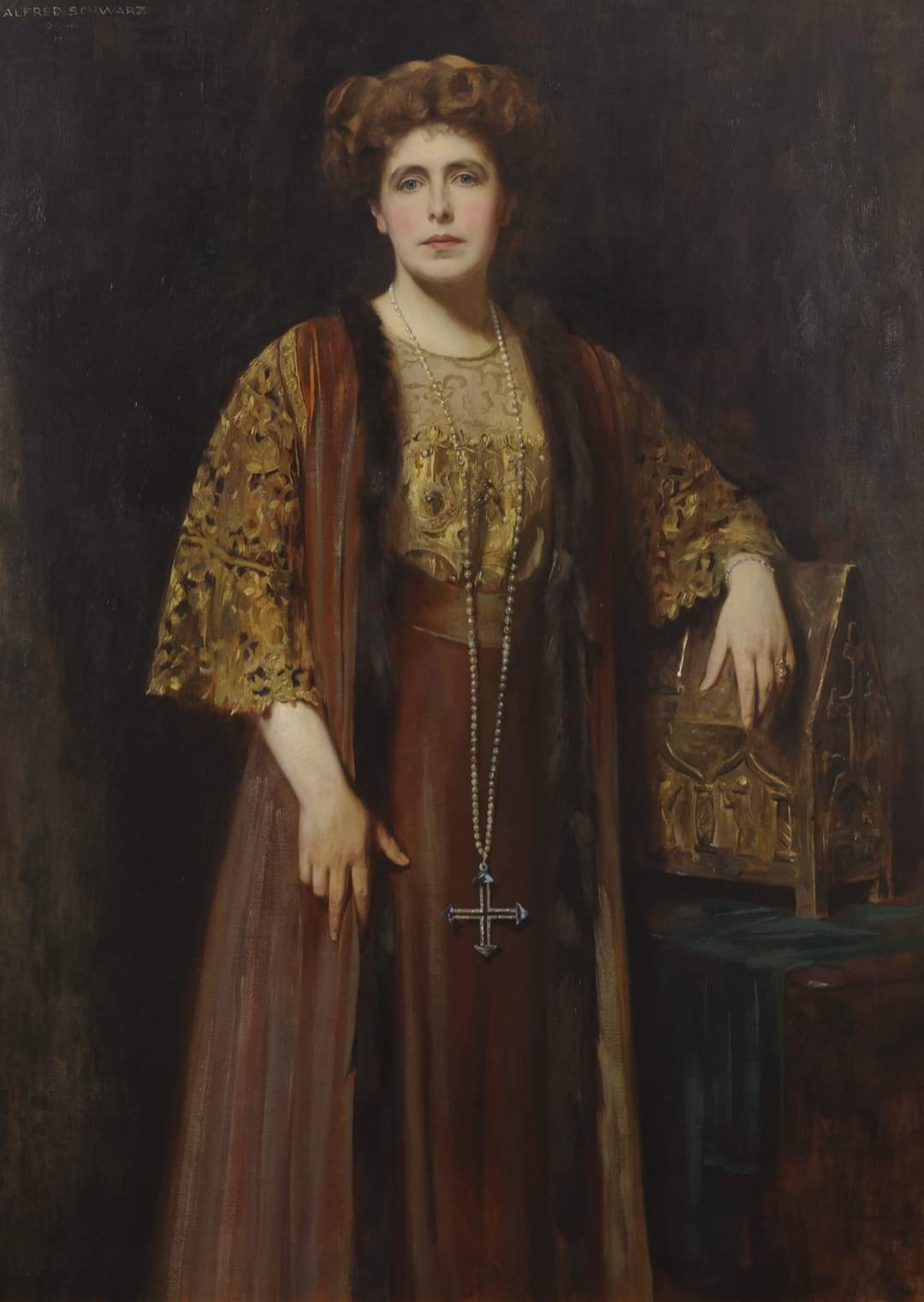
Portret van Marie van Edinburgh
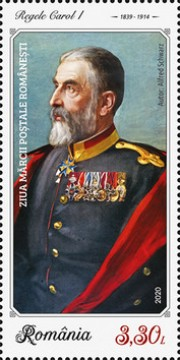
Portretschilderij van Carol I van Roemenië op postzegel
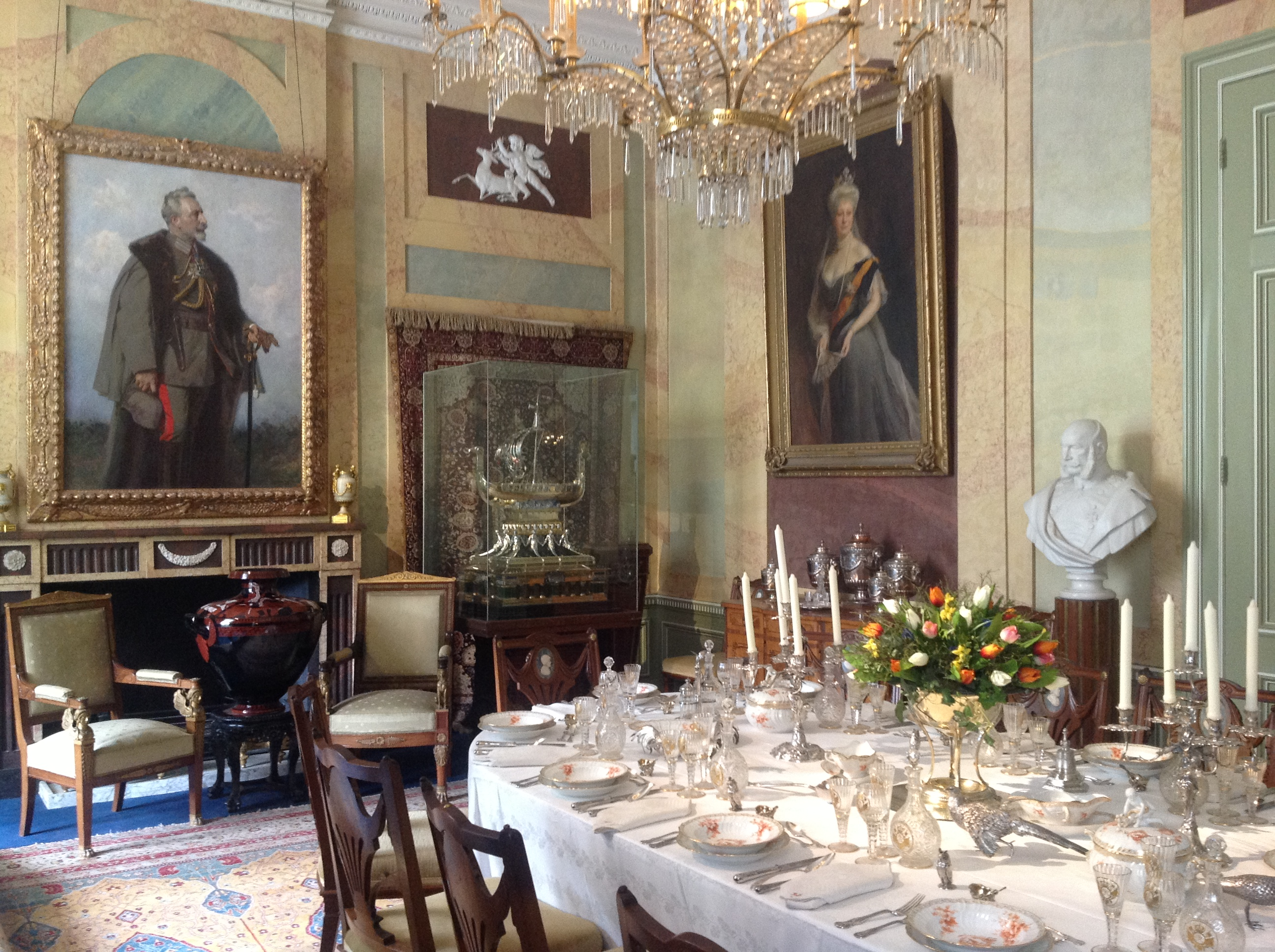
Alfred Schwarz: Keizer Wilhelm II in het uniform van het 1e Garderegiment, 1929, Huis Doorn
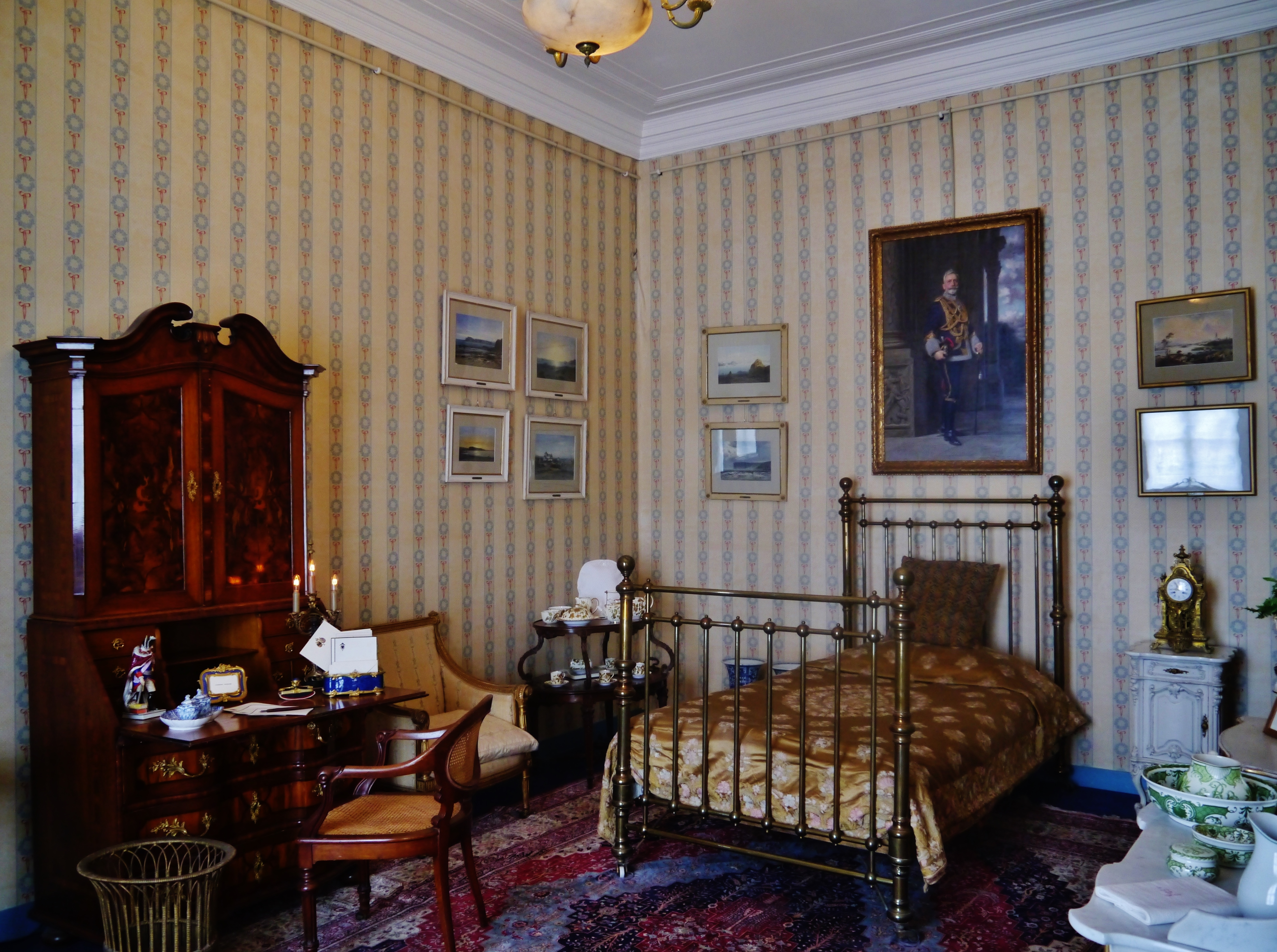
Werken van Schwarz in Huis Doorn

## Privéleven
Tijdens de Tweede Wereldoorlog werd het huis van de bejaarde kunstenaar aan de Viktoria-Luise-Platz 11 in Berlin verwoest. Alfred Schwarz werd geëvacueerd en keerde terug naar Bad Saulgau. Op 17 november 1951 overleed hij op 84 jarige leeftijd in Saulgau.

## Trivia
- Een zeldzaam schilderij van Schwarz - waarop hij Venetië afbeeldde met onder de Basiliek van San Marco – kwam in 2024 aan bod in het kunstprogramma “Bares für Rares” van ZDF[16][17];

- In 2025 kwam opnieuw een schilderij van Schwarz onder de aandacht tijdens een uitzending van “Bares für Rares”. Ditmaal betrof het een portretschilderij van een adellijke dame uit 1928.[18]

- Alfred Schwarz (1867-1951) wordt soms verward met twee eerder geboren schilders: Alfred Schwartz (1833-1909) en Albert Gustave Schwartz (1833-1898). Alfred Schwarz signeerde zijn werken met zijn volledige naam met “Alfred Schwarz”, vaak in drukletters of met "Alf. Schwarz" zonder “t” voorafgaand aan de “z”.